# Entomophaga kansana
Entomophaga kansana är en svampart som först beskrevs av J.A. Hutchison, och fick sitt nu gällande namn av A. Batko 1964. Entomophaga kansana ingår i släktet Entomophaga och familjen Entomophthoraceae.   Inga underarter finns listade i Catalogue of Life.